# Николаев, Данаил
Данаил Цонев Николаев (30 декабря 1852, Болград, Бессарабская область, Российская империя — 29 августа 1942, деревня Банкя, ныне пригород Софии) — болгарский военный деятель, генерал пехоты (1909; первый в болгарской армии).

## Семья и образование
Родился в болгарской семье беженцев из Тырново. Окончил Болградскую гимназию в 1871 году, Одесское пехотное юнкерское училище в 1875 году.

## Служба в русской армии
В 1871-1873 служил вольноопределяющимся в 54-м Минском полку. С 1875 — офицер в этом же полку, расквартированном в Кишинёве. В 1876, с началом Сербско-турецкой войны, подал рапорт об отставке с тем, чтобы участвовать в боевых действиях. Однако был лишь отправлен в отпуск; служил добровольцем в 3-й роте 2-го батальона 2-й бригады сербской армии. В 1877—1878, во время русско-турецкой войны — командир 4-й роты 5-й дружины (батальона) Болгарского ополчения, отличился в боевых действиях под Шипкой; во время овладения Шейновским укреплённым лагерем был ранен. За отличие награждён орденом св. Георгия IV степени.

## Болгарский военный деятель
После войны служил в 6-й пехотной Старозагорской дружине (батальоне), с 1880 года — в 1-й пехотной Пловдивской дружине, с 1880 — командир 2-й Пловдивской дружины. С 1883 года — командир войск Восточной Румелии в Пловдиве. В 1885 году участвовал в объединении Болгарии и Восточной Румелии (руководил смещением генерал-губернатора этой территории, входившей в состав Османской империи), в сентябре 1885 был членом временного правительства и главнокомандующим войсками Южной Болгарии. В том же месяце стал начальником Тырново-Сейменского отряда.

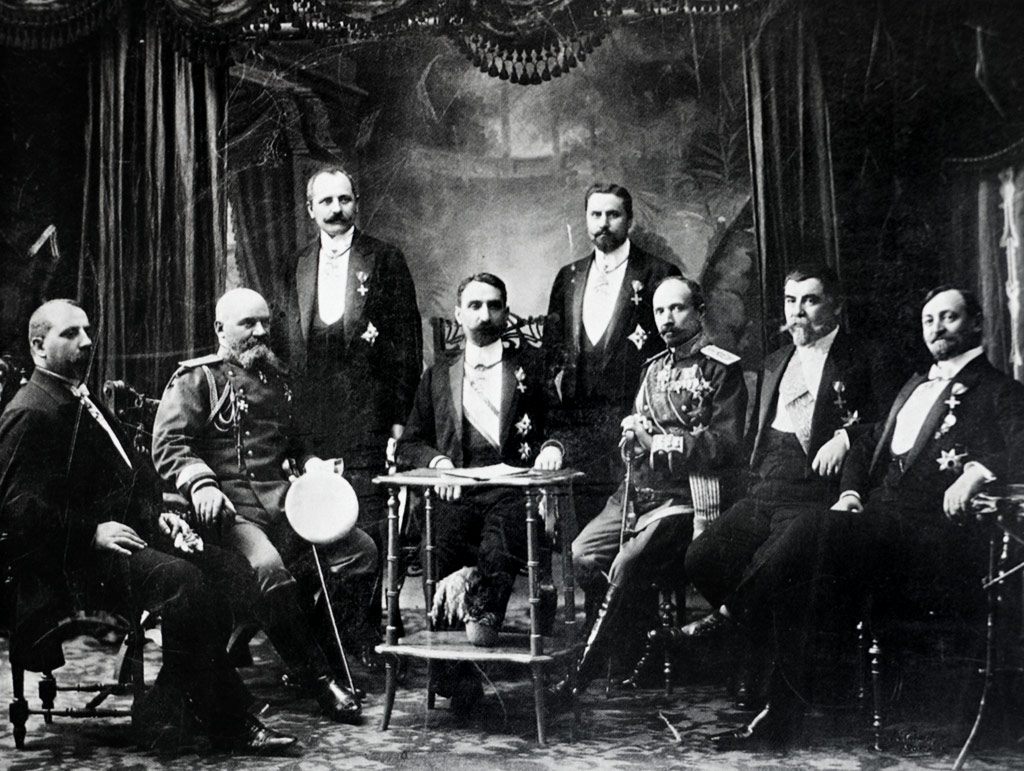
Кабинет Александра Малинова (1908). Данаил Цонев второй слева

Во время сербско-болгарской войны был начальником Восточного корпуса. Во время контрнаступления болгарской армии — начальник Западного корпуса, руководил наступлением на сербские города Цариброд и Пирот. После окончания войны командовал Софийской пехотной бригадой. Был произведён в полковники (первый полковник в болгарской армии).
Во время пророссийского переворота (детронизации князя Александра Баттенберга) в августе 1886 года находился на лечении в Вене. Являлся сторонником князя Александра, был вызван в Софию и назначен военным министром, находился на этом посту в августе 1886 — июне 1887 годов. Уволил из армии пророссийских офицеров, участвовал в подавлении их восстания в феврале 1887 года. Приказал расформировать участвовавшие в восстании воинские части и сжечь их боевые знамёна. После избрания князем Фердинанда I стал его советником (1887—1893), также командовал 5-й пехотной бригадой, а в 1891—1893 годах был одновременно инспектором пехоты. После конфликта личного характера в 1893 году подал в отставку, в 1895—1897 годах являлся председателем Верховного македонского комитета.
В марте 1897 года вернулся на службу и стал генерал-адъютантом князя Фердинанда. Противник возвращения в болгарскую армию офицеров, участвовавших в пророссийском перевороте 1886 года, считая их «клятвопреступниками». С 22 мая 1907 по 16 марта 1911 года вновь был военным министром, руководил подготовкой армии к Балканским войнам. 21 марта 1911 года уволен в запас; во время Балканских войн 1912—1913 годов вернулся на службу, являлся начальником Ямболского укреплённого пункта.
Именовался «патриархом болгарской армии». 16 апреля 1925 года, во время организованного коммунистами террористического акта в соборе Святой Недели в Софии погиб его единственный сын — полковник Никола Николаев. 12 июля 1937 года как старейший генерал болгарской армии, Данаил Николаев был крестным отцом наследника престола князя Симеона Тырновского.

## Звание
- С 15 сентября 1871 — рядовой (русская армия).
- С 1871 — унтер-офицер (русская армия).
- С 20 июля 1875 — портупей-юнкер (русская армия).
- С 1875 — прапорщик (русская армия).
- С 8 июля 1876 — подпоручик (русская армия).
- С 10 сентября 1877 — поручик (русская армия).
- С 1 марта 1880 — штабс-капитан (русская армия и милиция Восточной Румелии).
- С 15 ноября 1883 — майор (милиция Восточной Румелии).
- С 11 сентября 1885 — подполковник.
- С 1885 — полковник.
- С 14 февраля 1891 — генерал-майор.
- С 15 ноября 1900 — генерал-лейтенант.
- С 18 июня 1909 — генерал пехоты.

## Награды
- Орден «За храбрость» 2-й и 3-й степени, 2-го класса.
- Великий крест ордена Святого Александра с бриллиантами и 1-я степень ордена.
- Орден «За заслуги» (золотой).
- Орден Святых Кирилла и Мефодия.
- Орден Святого Георгия IV степени (Россия, 5 мая 1878 года).
- Орден Святой Анны III степени с мечами и бантом (Россия).
- Орден Святого Станислава III степени с мечами и бантом (Россия).
- Орден Белого орла 1-й степени (Сербия).
- Медаль «За храбрость» (Сербия).
- Орден Князя Даниила I 1-й степени (Черногория).
- Орден Звезды Румынии с мечами.
- Орден Османие 1-й степени (Турция).
- Орден Меджидие 1-й степени с бриллиантами (Турция).
- Орден Льва и Солнца 1-й степени (Персия).